# Holger Krestel

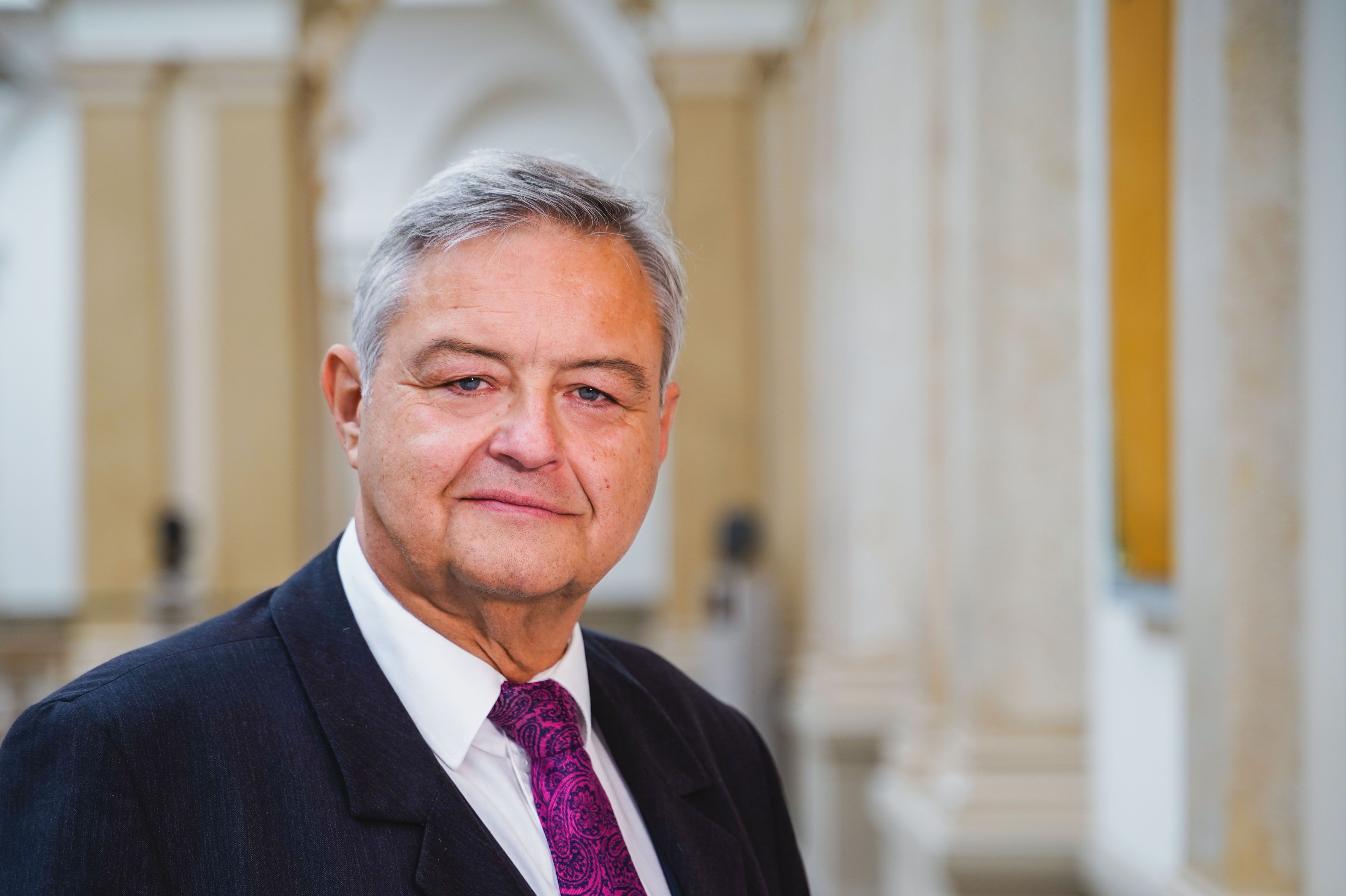
Holger Krestel (2021)

Holger Krestel (* 11. November 1955 in Berlin) ist ein deutscher Politiker der FDP. Er war von 2001 bis 2006 sowie erneut von 2016 bis 2023 Mitglied des Abgeordnetenhauses von Berlin. Von 2010 bis 2013 war er Mitglied des Deutschen Bundestages.

## Leben
Nach der Fachhochschulreife im Jahr 1974 an der Fachoberschule für Wirtschaft und Verwaltung in Berlin-Schöneberg absolvierte Krestel zunächst ein Studium der Verwaltungswissenschaften (Dipl.-Verwaltungswirt) an der FH für Verwaltung und Rechtspflege (heute Hochschule für Wirtschaft und Recht Berlin). Später studierte er am Otto-Suhr-Institut der Freien Universität Berlin Politikwissenschaft (Dipl.-Politologe). Er arbeitete bis 2001 in verschiedenen Verwaltungsorganisationen des Landes Berlin.
Holger Krestel ist verheiratet und gehört der römisch-katholischen Kirche an.

## Politik
Krestel war von 1973 bis 1987 Mitglied der CDU. Er gehörte in der ersten Hälfte der 1970er Jahre zu einer Gruppe von Oberschülern, die die Berliner Schüler Union – einen CDU-nahen politischen Jugendverband – gründeten. Krestel trat 1987 aus der CDU aus und 1989 in die FDP ein.
Krestel ist Vorsitzender der FDP in Berlin-Tempelhof und des Berliner FDP-Bezirksverbandes Tempelhof-Schöneberg. Von 2001 bis 2006 war Krestel für die FDP Mitglied des Abgeordnetenhauses von Berlin. Er war dort stellvertretender Vorsitzender des Ausschusses für Verwaltungsreform und vertrat die FDP im Untersuchungsausschuss zum Berliner Bankenskandal.
Er war ab dem 20. Mai 2010 Mitglied des Deutschen Bundestages. Er folgte Hellmut Königshaus nach, da dieser als Wehrbeauftragter aus dem Bundestag ausschied.
Krestel vertrat die FDP-Fraktion im Bundestag als ständiges Mitglied im Finanzausschuss und im Petitionsausschuss. Er war ferner stellvertretendes Mitglied im Verteidigungsausschuss.
Durch das Scheitern seiner Partei an der Fünf-Prozent-Hürde bei der Bundestagswahl 2013 war er im 18. Bundestag nicht mehr vertreten.
Bei den Wahlen zum Abgeordnetenhaus 2016 und 2021 wurde er jeweils über die Bezirksliste Tempelhof-Schöneberg erneut ins Berliner Abgeordnetenhaus gewählt. Er war stellvertretender Vorsitzender der FDP-Fraktion, Vorsitzender des Ausschusses für Verfassungs- und Rechtsangelegenheiten, Geschäftsordnung, Verbraucherschutz, Antidiskriminierung; weiterhin war er stellvertretender Vorsitzender des Ausschusses für Verfassungsschutz und beratendes Mitglied im Innenausschuss. Nach dem Scheitern der FDP an der Fünfprozenthürde bei der Wiederholungswahl zum 19. Abgeordnetenhaus im Februar 2023 schied er erneut aus dem Parlament aus.

## Kontroversen
Während der Parlamentsdebatte zur „Klimanotlage“ im Berliner Abgeordnetenhaus bezeichnete Krestel den Linke-Abgeordneten Michael Efler als „Klima-Faschisten“ und warf ihm vor, für einen „Öko-Dschihad“ zu kämpfen. Später entschuldigte er sich für seine Wortwahl.